# JPX Indústria e Comércio

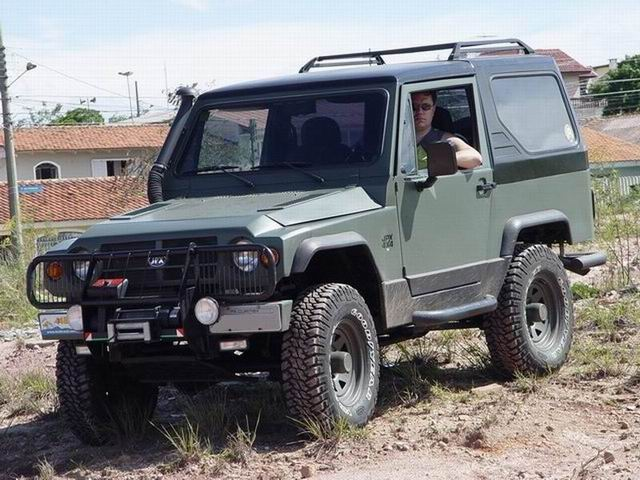
JPX Montez

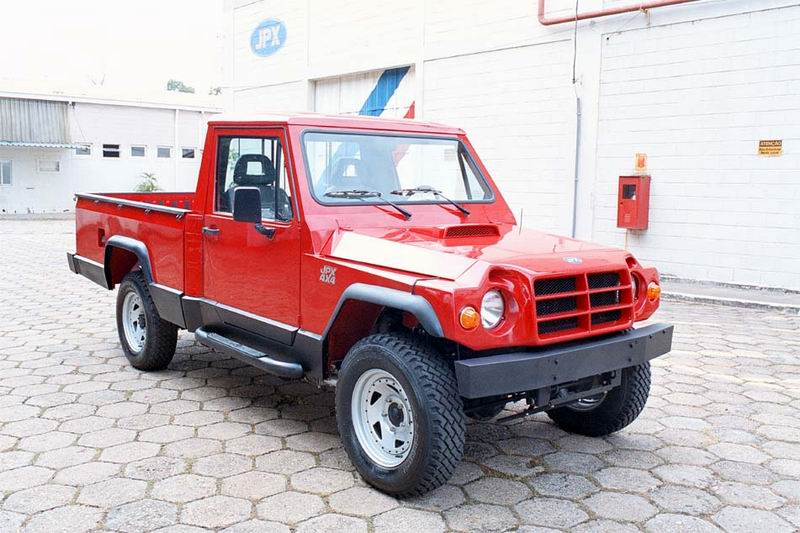
JPX Montez Pick-up

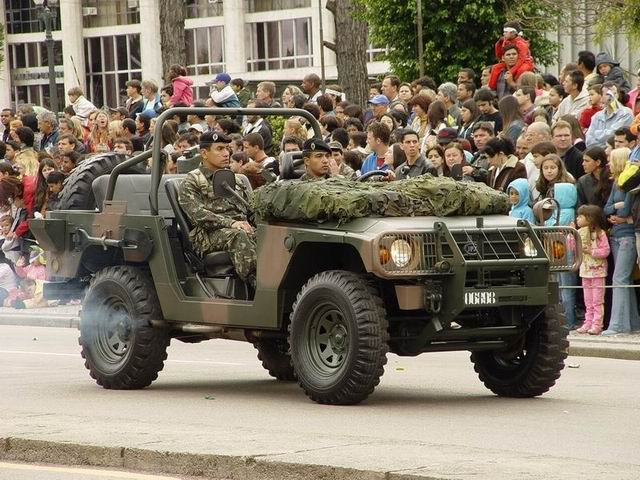
Militärausführung

JPX Indústria e Comércio Ltda. war ein brasilianischer Hersteller von Automobilen.

## Unternehmensgeschichte
Eike Batista gründete 1992 das Unternehmen in Pouso Alegre. Er begann 1993 mit der Produktion von Automobilen nach einer Lizenz von Auverland. Der Markenname lautete JPX. 2001 endete die Produktion. Insgesamt entstanden etwa 2800 Fahrzeuge.

## Fahrzeuge
Im Angebot standen Geländewagen mit Allradantrieb. Die Vierzylinder-Dieselmotoren mit 1905 cm³ Hubraum kamen von Peugeot. Sie leisteten 71 PS bzw. mit Hilfe eines Turboladers 90,5 PS.
Daneben gab es einen Pick-up.